# Nancy A. Collins
Nancy A. Collins (nacida el 10 de septiembre de 1959) es una escritora de ficción de terror estadounidense, autora de una serie de novelas de vampiros protagonizadas por el personaje de Sonja Blue. También ha escrito para editoriales de cómics, entre las que se incluye la serie Cosa del Pantano (vol. 2), Jason vs. Leatherface, Predator: Hell Come A' Walkin y su propio número único Dhampire: Stillborn.
Collins nació en McGehee, Arkansas, Estados Unidos. Vivió en Nueva Orleans, Luisiana, en la década de 1980; después de pasar un tiempo en la ciudad de Nueva York y Atlanta, Georgia, se mudó al sur durante varios años, viviendo en la costa de Carolina del Norte y Virginia, antes de establecerse en Macon, Georgia en 2019.

## Carrera
Collins ha escrito numerosas novelas desde 1989, la mayoría de las cuales se refieren e incluyen directamente razas de criaturas que la autora llama Pretendientes, monstruos de mitos y leyendas que se hacen pasar por humanos para cazar mejor a sus presas. Es conocida por Sonja Blue, una joven con poderes demoníacos que, después de recibir lecciones de un mentor masculino mayor, caza y mata vampiros. Su primera aparición fue en 1989. A. Asbjørn Jøn señala posibles vínculos intertextuales 000entre el personaje de Whistler en la película Blade de 1998 y un personaje llamado Whistler en la novela de Sonja Blue, A Dozen Black Roses (1996), ya que poseen "similitudes sorprendentes en el papel, el enfoque dramático, la apariencia 000visual y comparten el nombre". Margaret L. Carter, en su artículo sobre la ficción de vampiros del siglo XX, incluyó Sunglasses After Dark como una de las 13 novelas de vampiros más influyentes publicadas después de 1970, particularmente por la forma en que Collins describió a los vampiros como seres parásitos sin identidad propia que "toman prestados" los recuerdos 000de sus anfitriones.

### Libros de bolsillo
- The Tortuga Hill Gang's Last Ride: The True Story (1991)
- Cold Turkey (1992)
- Voodoo Chile (2002)
- The Thing From Lover's Lane (2003)

### No ficción
- The Big Book of Losers (1996)
- Drawn Swords' - "Foreword" (2017)
- From Bayou To Abyss: Examining John Constantine, Hellblazer - "What Do You Do With An Undead Sailor?" (2020) [5]
- REH Changed My Life - "REH: Opener of the Way" (2021) [6]

## Cómics
- Swamp Thing (vol. 2) (DC / Vertigo, 1991-1993)
- Jason contra Leatherface (Topps Comics, 1995)
- Sunglasses After Dark ( Verotik Publications, 1995-1997)
- Machina Jones ( Marvel Comics, 1995)
- Dhampire: Stillborn (Vertigo, 1996; DC Comics, 1997) ISBN 978-1-56389-256-1
- Predator: Hell Come A' Walkin' (Dark Horse, 1996)
- Vampirella (Dynamite, 2014-2016)
- Sunglasses After Dark: Full Blooded Edition (IDW, 2014)
- Swords of Sorrow: Vampirella & Jennifer Blood #1-3 (Dynamite, 2015)
- Army of Darkness: Furious Road (Dynamite Entertainment, 2016)
- La cosa del pantano de Nancy A. Collins (Omnibus) (DC Comics / DC Black Label, 2020)

## Premios
- Ganadora Premio Bram Stoker a la mejor primera novela (1990): Sunglasses After Dark
- Nominada al Premio Bram Stocker a la Mejor Novela Corta (1997): La cosa de Lover's Lane
- Nominada al Premio Bram Stocker a Mejor Colección (2003): Knuckles and Tales
- Nominada al Premio a Mejor Colección del International Horror Guild (2003): Knuckles and Tales

## Otro
Ella es la fundadora del Gremio Internacional de Horror.

## Lectura adicional
- David Mathew, "Collins, Nancy A(verill)", en David Pringle, ed. Guía de St. James para escritores de terror, fantasmas y góticos (Detroit: St. James Press, 1998) ISBN 1558622063